# Coppa asiatica maschile di pallavolo 2010
La II Coppa asiatica maschile di pallavolo si è svolta ad Urmia, in Iran, dal 1 al 7 agosto 2010. Al torneo hanno partecipato 8 squadre nazionali asiatiche e oceaniane.

## Squadre partecipanti
- L'Indonesia si è ritirata dal torneo ed è stata sostituita dall'India

## Gironi
| Gruppo A                      | Gruppo B                                    |
| ----------------------------- | ------------------------------------------- |
| Iran Cina Taipei cinese India | Giappone Corea del Sud Australia Kazakistan |

## Fase finale

### Finali 1º e 3º posto
|  | Quarti        | Quarti |               |               | Semifinali         | Semifinali         |  |  | Finale 1º/2º posto | Finale 1º/2º posto |
|  |               |        |               |               |                    |                    |  |  |                    |                    |
|  |               |        |               |               |                    |                    |  |  |                    |                    |
|  |               |        |               |               |                    |                    |  |  |                    |                    |
|  | Iran          | 3      |               |               |                    |                    |  |  |                    |                    |
|  | Iran          | 3      |               |               |                    |                    |  |  |                    |                    |
|  | Giappone      | 0      |               |               |                    |                    |  |  |                    |                    |
|  | Giappone      | 0      | Iran          | 3             |                    |                    |  |  |                    |                    |
|  |               |        | Iran          | 3             |                    |                    |  |  |                    |                    |
|  |               | India  | 2             |               |                    |                    |  |  |                    |                    |
|  | Corea del Sud | India  | 2             | 2             |                    |                    |  |  |                    |                    |
|  | Corea del Sud |        |               | 2             |                    |                    |  |  |                    |                    |
|  | India         | 3      |               |               |                    |                    |  |  |                    |                    |
|  | India         | 3      | Iran          | 3             |                    |                    |  |  |                    |                    |
|  |               |        | Iran          | 3             |                    |                    |  |  |                    |                    |
|  |               | Cina   | 0             |               |                    |                    |  |  |                    |                    |
|  | Australia     | Cina   | 0             | 2             |                    |                    |  |  |                    |                    |
|  | Australia     |        |               | 2             |                    |                    |  |  |                    |                    |
|  | Taipei cinese | 3      |               |               |                    |                    |  |  |                    |                    |
|  | Taipei cinese | 3      | Taipei cinese | 1             | Finale 3º/4º posto | Finale 3º/4º posto |  |  |                    |                    |
|  |               |        | Taipei cinese | 1             | Finale 3º/4º posto | Finale 3º/4º posto |  |  |                    |                    |
|  |               | Cina   | 3             |               |                    |                    |  |  |                    |                    |
|  | Cina          | Cina   | 3             | 3             | India              | 3                  |  |  |                    |                    |
|  | Cina          |        |               | 3             | India              | 3                  |  |  |                    |                    |
|  | Kazakistan    | 1      |               | Taipei cinese | 1                  |                    |  |  |                    |                    |
|  | Kazakistan    | 1      |               |               | 1                  |                    |  |  |                    |                    |
|  |               |        |               |               |                    |                    |  |  |                    |                    |
|  |               |        |               |               |                    |                    |  |  |                    |                    |

### Finali 5º e 7º posto
|  | Semifinali 5º/8º posto | Semifinali 5º/8º posto | Semifinali 5º/8º posto |           |               | Finale 5º/6º posto | Finale 5º/6º posto | Finale 5º/6º posto |  |
|  |                        |                        |                        |           |               |                    |                    |                    |  |
|  | Giappone               | Giappone               | 1                      |           |               |                    |                    |                    |  |
|  | Giappone               | Giappone               | 1                      |           |               |                    |                    |                    |  |
|  | Corea del Sud          | Corea del Sud          | 3                      |           |               |                    |                    |                    |  |
|  | Corea del Sud          | Corea del Sud          | 3                      |           | Corea del Sud | Corea del Sud      | 1                  |                    |  |
|  |                        |                        |                        |           | Corea del Sud | Corea del Sud      | 1                  |                    |  |
|  |                        |                        | Australia              | Australia | 3             |                    |                    |                    |  |
|  | Australia              | Australia              | Australia              | Australia | 3             | 3                  |                    |                    |  |
|  | Australia              | Australia              |                        |           |               | 3                  |                    |                    |  |
|  | Kazakistan             | Kazakistan             | 0                      |           |               | Finale 7º/8º posto | Finale 7º/8º posto | Finale 7º/8º posto |  |
|  | Kazakistan             | Kazakistan             | 0                      |           |               |                    |                    |                    |  |
|  |                        |                        |                        |           |               |                    |                    |                    |  |
|  |                        |                        |                        |           |               | Giappone           | Giappone           | 1                  |  |
|  |                        |                        |                        |           |               | Giappone           | Giappone           | 1                  |  |
|  |                        |                        |                        |           |               | Kazakistan         | Kazakistan         | 3                  |  |

## Classifica finale
| Classifica | Squadre       | Qualificazione |
| ---------- | ------------- | -------------- |
|            | Iran          |                |
|            | Cina          |                |
|            | India         |                |
| 4          | Taipei cinese |                |
| 5          | Australia     |                |
| 6          | Corea del Sud |                |
| 7          | Kazakistan    |                |
| 8          | Giappone      |                |